# 圭多·卡拉布雷西
圭多·卡拉布雷西（Guido Calabresi，1932年—）是美国著名法学家，经济分析法学的奠基人，美国联邦上诉法院法官，耶鲁法学院教授。

## 经历
卡拉布雷西生于意大利的米兰，在1939年因政治原因随其父母移民美国，1948年归化为美国公民。
他1953年毕业于耶鲁学院，获学士学位，随后获得罗兹奖学金赴牛津大学学习，1955年获得第2个学士学位。他1958年毕业于耶鲁法学院。毕业后于1959年在耶鲁大学法学院任教，1985年到1994年间担任该法学院院长。
1994年，克林顿总统任命卡拉布雷西为联邦上诉法院法官。
卡拉布雷西被认为是经济分析法学的奠基人之一。他1961年在《耶鲁法律学刊》上发表了“对风险分配和侵权法的若干思考”（Some Thoughts on Risk Distribution and the Law of Torts ）一文，该文和罗纳德·科斯在同年发表的论文一道，是最早把经济分析运用到法学研究中的论文。